# بطولة العالم لسباقات فورمولا 1 موسم 1972
بطولة العالم لسباقات فورمولا 1 موسم 1972 عقدت في سنة 1972 م، وفاز بها ايمرسون فيتيبالدي (بالإنجليزية: Emerson Fittipaldi)‏ من فريق لوتس (بالإنجليزية: Lotus)‏ بسيارته الكوزوورث (فورد). ايمرسون فيتيبالدي الذي بدأ السباق في الخط رقم 3 حصل على أفضل توقيت في الجولة 0 من السباق في أسرع لفة له. هذا السائق في المجموع حصد 61 نقطة.

## الوصلات الخارجية
- الموقع الرسمي للفورمولا 1